# Баян Сулу (кондитерская фабрика)
«Баян Сулу» (до конца 1993 года — Костана́йская конди́терская фа́брика) — предприятие по производству кондитерских изделий в Республике Казахстан.
Расположено В Республике Казахстан по адресу: город Костанай, ул. Бородина 198.

## История

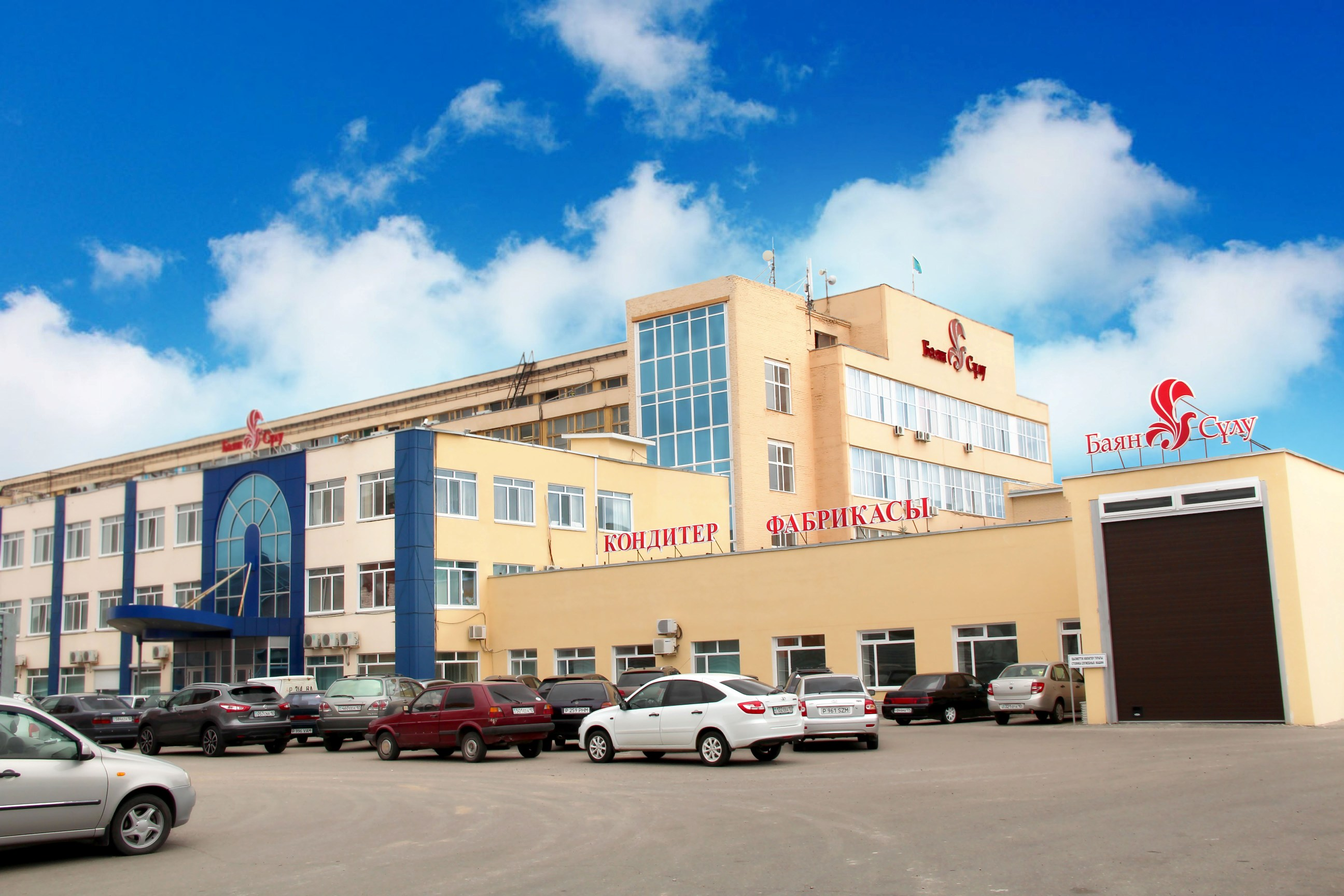
Административное здание АО «Баян Сулу»

«Костанайская кондитерская фабрика» была основана Советом Министров Казахской ССР. Уже в декабре 1974 года фабрика была введена в эксплуатацию проектной мощностью 24 560 тонн кондитерских изделий в год, тогда в первую очередь был запущен карамельный цех, состоящий из I и II поточно-механизированных линий по производству карамели с начинкой мощностью 2260 тонн в год каждая.
В марте 1975 года был запущен бисквитный цех. Линия СЛ-1П — по производству сахарных сортов печенья мощностью 6000 тонн в год. Линия А2-СЗЛ № 2 — по производству затяжных сортов печенья мощностью 2700 тонн в год. В июле 1975 года введено в действие оборудование по переработке какао-продуктов, и начали работу конфетный и шоколадный цеха, которые производили конфеты глазированные и неглазированные, шоколад и шоколадные ассорти. В период 1975—1980 годов на фабрике освоены мощности по производству высших сортов карамели, мармелада, вафель, драже и ириса. По состоянию на 1981 год кондитерская фабрика в трёхсменном режиме выпускала 30 тыс. тонн продукции в год.
До распада СССР фабрика входила в объединение «Кондитерпром» Министерства пищевой промышленности Казахской ССР. В 1993 году с ликвидацией «Кондитерпрома» и Министерства пищевой промышленности Казахской ССР перешла в Государственное кооперативное объединение «Казпищепром». В 1995 году в результате приватизации перешла из государственной в частную собственность и преобразована в акционерное общество «Баян Сулу».
Фабрика производит и реализует свыше 300 наименований кондитерских изделий: конфеты, шоколад, зефир, печенье, карамель, вафли, мармелад, драже, ирис, наборы шоколадных конфет.
Мощность фабрики составляет 65 тыс. тонн продукции в год, треть произведённой продукции реализуется на экспорт в Россию, Германию, Украину, Китай, Узбекистан, Азербайджан, Киргизию, Туркменистан, Таджикистан, Афганистан.
Основные акционеры (По состоянию на 1 января 2017 года):
| Наименование держателя                    | Количество акций | Доля    |
| ----------------------------------------- | ---------------- | ------- |
| ТОО «KazFood Products»                    | 37 302 735       | 83,53 % |
| АО «Единый накопительный пенсионный фонд» | 3 800 000        | 8,51 %  |
| Садыков Тимур                             | 2 233 000        | 5,00 %  |